# Решат Джемілєв
Реша́т Джемі́лєв (нар. 1 травня 1931, Улу-Узень, СРСР — пом. 22 березня 2002, Сімферополь, Україна) — кримськотатарський громадський активіст, один з лідерів національного руху кримських татар.

## Життєпис
Решат Джемілєв народився у селі Улу-Узень Алуштинського району. Після депортації кримських татар радянською владою у травні 1944 року родина Джемілєва опинилася у селище Вревськ Ташкентської області. У 1952 році вступив до Самаркандського гідромеліоративного технікуму. Після закінчення навчального закладу працював в Бекабадському будівельному управлінні № 10.
У 1956—1957 роках Джемілєв зблизився з Джеппаром Акімовим, брав участь у різноманітних ініціативах національного руху, зокрема у зборі підписів під народним зверненням до ЦК КПРС. З 1965 року — активний учасник національного руху. У червні 1966 року був направлений до Москви як народний представник, зустрічався з багатьма визначними діячами країни, брав участь у прийомах в державних та партійних органах СРСР. Решат Джемілєв був одним з організаторів мітинга у Ташкенті 27 серпня 1967 року, що було розігнано правоохоронцями. На 2 вересня було заплановано акцію протеста під будівлею ЦК Компартії Узбекистану, однак мітингувальників арештовували ще на підходах до місця призначення. За спробу організації протестної акції Решата Джемілєва було засуджено до одного року виправних робіт за статтями 191-6 та 192-1 ч. II КК Узбецької РСР.
Навесні 1968 року Джемілєв здійснив невдалу спробу повернутися до Криму. Тоді ж познайомився з відомими правозахисниками Петром Григоренком, Павлом Литвиновим та Петром Якіром. У серпні 1968 року був спостерігачем «демонстрації сімох» на Красній площі, котру влаштували правозахисники, протестуючи проти введення військ до Чехословаччини. У грудні того ж року підписав звернення до депутатів Верховної ради СРСР на захист засуджених мітингувальників. Був прийнятий до гельсінської правозахисної групи.
У 1969 році разом з сім'єю переїхав до селища Нижній Баканський у Краснодарському краї. Брав участь у демонстрації на площі Маяковського в Москві, за що був затриманий та висланий за місцем проживання. 15 червня був арештований на 15 діб, після чого переховувався з родиною в Дагестані.
У травні 1970 року повернувся до Узбекистану. Тривалий час не міг знайти роботу через «неблагонадійність», однак за сприяння секретаря райкому Сеїтмемета Таїрова влаштувався будівельником у селищі Аккурган під Ташкентом. У лютому 1971 року його будинок було зруйновано за наказом місцевої влади.
12 липня 1972 року під час обшуку у Решата Джемілєва було вилучено документи національного руху, а у жовтні того ж року його було заарештовано та засуджено за статтями 190-1 та 190-3 КК РРФСР до 3 років позбавлення волі. Відбував покарання у таборі в Красноярському краї. Був звільнений 11 жовтня 1975 року, після чого одразу ж вирушив до Москви для організації кампанії на захист Мустафи Джемілєва. Разом з Андрієм Сахаровим та Петром Григоренком намагався привернути увагу до справи міжнародних правозахисних організацій та ООН, збирав підписи на захист Мустафи Джемілєва у Херсонській області, Криму та на Кубані. У 1976 році зібрав кошти для родини Мустафи Джемілєва, аби ті могли бути присутні на судовому засіданні в Омську.
Щоб уникнути постійних гонінь, у 1977 році відгукнувся на пропозицію двоюрідного брата та подав документи на виїзд до США, однак отримав відмову. У 1978—1979 роках неодноразово звертався у письмовій формі до світової спільноти щодо акту самоспалення кримськотатарського активіста Муси Мамута за захисту інтересів Мустафи Джемілєва. Зокрема, писав листи до короля Саудівської Аравії Халіда ібн Абдель Азіз Аль Сауда та всесвітньо відомого боксера Мухаммеда Алі.
У квітні 1979 року, після чергового обшуку, був арештований вчетверте. У грудні того ж року був засуджений Ташкентським міським судом до 3 років позбавлення волі за статтею 191-4 КК Узбецькой РСР. Відбував покарання у таборі Норільська, неодноразово потрапляв до штрафного ізолятора. Звільнений 3 квітня 1982 року.
Протягом 1983—1986 років займався допомогою Мустафі Джемілєву, спочатку збираючи підписи з вимогою його звільнення після чергового арешту, а згодом — організовуючи кампанію за участю представників кримськотатарської діаспори в США задля запобігання продовження строку його ув'язнення. Брав участь в організації Всесоюзних зустрічей членів ініціативних груп в Ташкенті, входив до складу кримськотатарської делегації, що побувала на прийомі в Кремлі. В серпні 1987 року у містах та районах компактного проживання кримських татар міліції надаються «додаткові повноваження для наведення порядку». В узбецьких містах Ташкенті, Бекабаді, Сирдар'ї та Янгіюлі в райкоми викликаються кримські татари — члени КПРС, від яких вимагають підписання заяв про засудження дій «екстремістів» — серед них Сабріе Сеутова, Решат Джемілєв, Фуат Аблямітов, Ескендер Фазилов та інші.
У 1989 році вперше в житті виїхав за кордон, взявши участь у Всесвітній конференції з проблем мусульманства, що відбулася в Нью-Йорку.
Повернувся до Криму на початку 1990-х і став одним із засновників Меджлісу та Курултаю кримськотатарського народу. Втім в подальшому погляди Решата Джемілєва з керівництвом Меджлісу, зокрема з Мустафою Джемілєвим, розійшлися і він став активним критиком його дій.
Помер 22 березня 2002 року в Сімферополі. Похований на кладовищі села Добре Сімферопольського району.
Після смерті Джемілєва про його боротьбу за національні інтереси кримських татар було знято документальний фільм, а в Сімферополі влаштовувалися вечори пам'яті борця за свободу кримськотатарського народу.